# Garnatxa peluda
|  | No s'ha de confondre amb Garnatxa roja. |

La garnatxa peluda, garnatxa grisa, garnatxa roja (a la Catalunya del Nord), lledoner pelut o lledoner gris és una varietat de cep negra produïda per mutació de la garnatxa negra. Produeix raïms de mida mitjana i compactes. El gra és ovalat, mitjà, de pell gruixuda. El revers de la fulla està recobert d'una pilositat d'on li ve el nom. El brot és primerenc i madura entre finals de setembre i principis d'octubre.
La garnatxa peluda produeix un vi de qualitat de graduació alcohòlica alta. S'oxida amb facilitat i s'utilitza preferentment com a complement de cupatges.
És una varietat autòctona de Catalunya que es cultiva com a varietat recomanada o principal a les AOC Banyuls, DO Catalunya, AOC Costers del Rosselló, AOC Costers del Rosselló Vilatges, AOC Maurí, DO Montsant, DOQ Priorat, AOC Ribesaltes i DO Terra Alta. També és una varietat autoritzada a la DO Empordà. Fora del Principat només destaca el cultiu al Llenguadoc.